# Martini MK23
O  MK23  é o modelo da Martini Cars da temporada de 1978 da F1. Foi guiado por René Arnoux.